# 射水神社

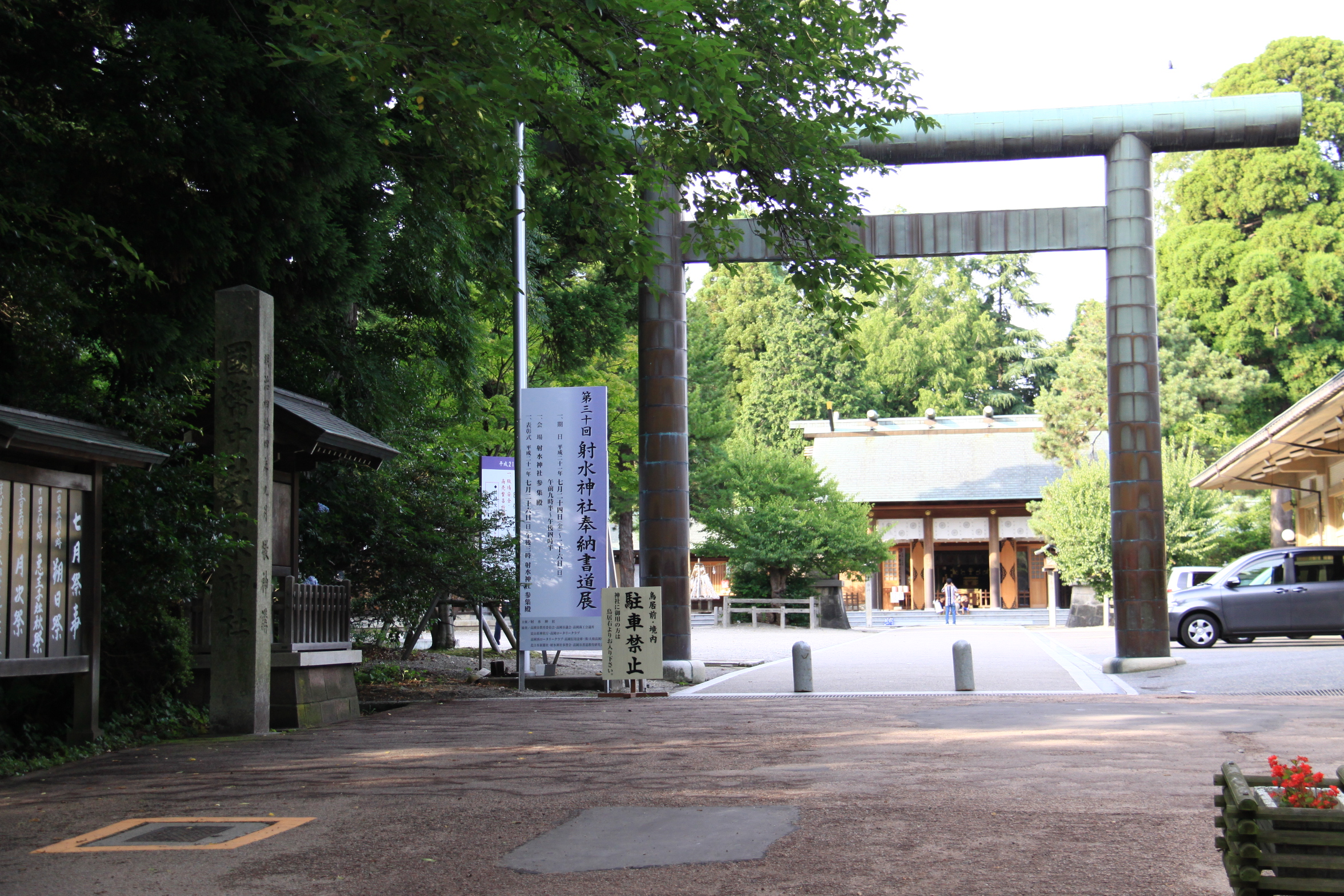
射水神社 鳥居

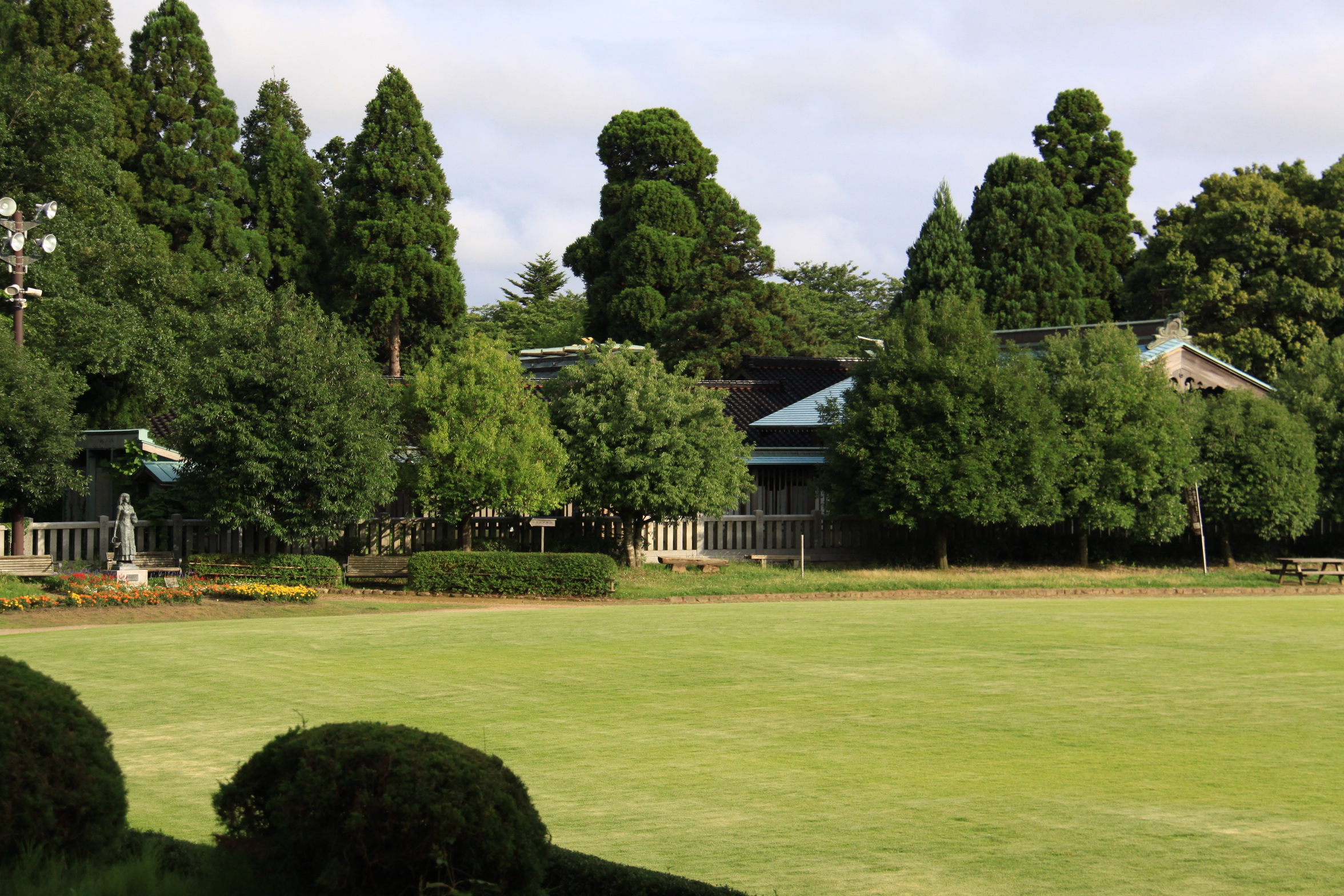
射水神社 境内
高岡古城公園にある前田利長像前から見た射水神社の境内。

射水神社（いみずじんじゃ）は、富山県高岡市の高岡古城公園内にある神社。登記上の宗教法人名称は越中総鎮守射水神社（えっちゅうそうちんじゅいみずじんじゃ）。式内社（名神大社または小社）、越中国一宮。旧社格は国幣中社で、現在は神社本庁の別表神社。神紋は祭神の瓊瓊杵尊にちなみ「稲穂」。

## 祭神
- 瓊瓊杵尊 （ににぎのみこと）

歴史的には、伊彌頭国造（いみづのくにのみやつこ）の祖神とされる二上神（ふたがみのかみ）であった。二上神は二上山（ふたがみやま）山麓の二上射水神社に祀られている。

## 歴史

### 創建から江戸時代
創建は奈良時代以前のこととされる。社伝によれば、当神社は二上山を神奈備とし、太古よりその麓に鎮座していたが、養老元年（717年）に行基が勅を受けて二上山麓に別当寺を建立し、二上神を二上権現と称して祀ったのだと言う。別当寺は山号を「二上山」、寺号を「養老寺」と言い、二上山全体を境内として社地殿閣広大であったと伝えられている。しかし、『日本の神々 -神社と聖地- 8 北陸』によれば、この養老元年開基説については疑問を呈する向きが多いと言う。
当神社は二上神の名で度々六国史に登場し、神階の陞叙を受けている。以下は時系列的に並べた神階の授与である。
- 宝亀11年（780年）12月14日条、越中国射水郡の二上神を従五位下に叙す（『続日本紀』）。
- 延暦14年（795年）8月18日条、越中国の二上神を従五位上に叙す（『日本後紀』）[2]。
- 承和7年（840年）9月29日、越中国射水郡の二上神を従四位下から従四位上に陞叙する（『続日本後紀』）。
- 斉衡元年（854年）3月7日、越中国の二上神に従三位を加える（『日本文徳天皇実録』）。
- 貞観元年（859年）1月27日、越中国の二上神を従三位から正三位に陞叙する（『日本三代実録』）。

いずれの陞叙も高瀬神社と同時・同階で、共に越中国最高位の神社として朝野の崇敬を受けていた。
『日本文徳天皇実録』斉衡元年（854年）12月27日の条では、二上神の禰宜と祝（ほうり）が把笏に預かったことが記載されているが、『日本の神々 -神社と聖地- 8 北陸』によれば、古代に笏を把ることを許されたのは伊勢神宮と諸大社の神職のみであったと言う。
8世紀後半に成立したと言われる『万葉集　巻17』には、大伴家持によって当神社を詠んだ和歌が収録されている。
千妙聖人が著述したものに、長寛元年（1163年）白山中宮の長吏隆厳が私注を加えて成立したと伝えられる『白山之記』には、聖武天皇の治世である神亀年間に越中国から能登国が分立した際、越中国二宮であった当神社が一宮になったこと、その後、越中国に新気多（気多神社）が奉祝されると、新気多と当神社の間に一宮争いが起こり、当神社が無力の間に新気多が一宮になった、との記事がある。
延長5年（927年）には『延喜式神名帳』へ記載され、式内社となった。『延喜式神名帳』では越中国射水郡の式内13社を大社1座・小社12座としているが、当神社は『延喜式』写本のうち「出雲本」において名神大社と記載されている。しかし、「宮内省図書寮本」や『延喜式』最古の写本である「九条本」では気多神社が名神大社と記載されている。これについて、一般的に「出雲本」は誤記とみなされ、現在は「宮内省図書寮本」や「九条本」を支持して気多神社を名神大社する説が有力となっている、と『日本の神々 -神社と聖地- 8 北陸』では述べている。しかしながら、『延喜式』の「名神祭」の項には、気多神社も当神社も記載が無い。
橋本芳雄は『式内社調査報告 第17巻』で上記に対し異説を唱えている。それによれば、大伴家持が越中国国守として在勤したのは、ちょうど能登国が越中国に合併されていた時期で、大伴家持の歌日記のごとき『万葉集』の巻17、巻18、巻19には当時の様子が詳細に詠われているにもかかわらず、越中国府の間近にあったはずの気多神社に関する記述が全く見えないのは、この頃まだ気多神社が存在していなかったことを暗示しているのではないか、と推定している。その上で、気多神社が『延喜式神名帳』で名神大社とされながら、射水郡式内社13座の最後に配列されているのは、創立年次が最も新しいことを暗示しているのではないか、と推察した。さらに同書では、当神社を名神大社とする「出雲本」が古い時代の形を留めており、『白山之記』にある一宮争いの記事などから、本来の名神大社は当神社であったのが、国府に近い気多神社が、天平宝字元年（757年）前後に気多大社から分祠された後、国府の権力を背景に名神大社を獲得したのではないか、と推測している。六国史を通覧した際も、当神社や高瀬神社が6度登場するのに対し、気多神社は全く記載がなく、『日本の神々 -神社と聖地- 8 北陸』では「不思議な現象と見るべきであろう。」と述べている。
承平年間の兵火により、社殿が焼失した。『中世諸国一宮制の基礎的研究』によれば、縁起もあったが乱世の時代に散失し、別当養老寺の住職も逐電して堂社破滅におよんだが、別当の慈尊院、本覚坊、金光院の3ヶ寺だけが祈祷を勤め、お札を献上していたことが『二上山大権現由来記』に記されている、と述べている。『富山県史 史料編2 中世』に所収された『後土御門天皇綸旨』よれば、その後の文明7年（1475年）に越中国の棟別銭によって社殿が造営されたと言う。
戦国時代末期の天正年間にも社殿が焼失するが、江戸時代に入り加賀藩の祈祷所となって復興した。慶長15年（1610年）加賀藩初代藩主前田利長により御供田が寄進され、同時に越中4郡から知識米（初穂米）軒別1升2合の徴収が許された。この徴収には二上山所属の山伏があたり、大国様のように袋を担いだ彼らは「ガンマンブロ」と通称されて、泣く子も黙るほど民衆に恐れられた、と『日本の神々 -神社と聖地- 8 北陸』では述べている。『式内社調査報告　第17巻』によれば、この徴収制度はかなり古くからあった慣習を、加賀藩が復活させたものと考えられているのだと言う。
寛政5年（1793年）9月、本覚坊十五世裕存により拝殿が再建された（現・二上射水神社の拝殿）。

### 明治時代以降
明治時代に入ると、明治元年（1868年）国教政策により神仏分離令が出された。
金沢藩においては、明治2年（1869年）7月に二上山養老寺の知識米取立て指止め令が出される。『高岡市史 下巻』によれば、知識米取立て指止めは、この年が大凶作であったため貧農の難渋を少しでも和らげるため発せられたもので、寺院の抑圧を直接の目的とはしていなかったが、神仏分離令により僧徒が神社へ関与することを禁じていたため、これを機に江戸時代初期から続いていた知識米の一円徴収は自然消滅し、山伏の大部分は四散して壮大を誇った別当寺は見る影も無く荒廃、養老寺は金光院と慈尊院の2坊が細々と法燈を継ぐ状況となったと言う。この様な状況の中で二上山大権現は射水神社と改称し、社僧は還俗して神職となった。
明治4年（1871年）5月14日には旧社格制度により国幣中社に列格された。
明治8年（1875年）9月16日、高岡城本丸跡の現在地に遷座した。

『高岡市史 下巻』によれば、明治5年（1872年）5月に権宮司へ就任した関守一が社殿改築の志を抱き、奔走の結果、高岡城本丸跡への遷座について明治7年（1874年）7月8日官許を得たのだと言う。遷座の表向きの理由は、二上山麓の社地が狭いうえ墓地に隣接して不浄少なからず、かつ山間に僻在して、到底神徳発揚の地では無い、と言うものであった。これにより往古からの産土神を奪われることとなった二上村民は、由緒を無視した暴挙であるとして必死の抵抗を試みたが、官命による正式の遷座であるため如何ともすることができなかったと言う。さらに同書によれば、時流のどさくさに乗じて強引に押し切った感はあっても、官許を得た正式の遷座であることから高岡側は喜び、町を上げて協賛したのだと当時を伝えている。明治7年（1874年）10月25日高岡側へ遷座の趣旨を説明し、各町から人足を供出して地均しを行った。同年11月18日地清祓、12月6日地鎮祭、翌8年（1875年）6月17日には上棟祭、そして同年9月16日に遷座祭を行った。
遷座当日、二上村の氏子は別れを惜しんで神輿に取りすがり号泣し、さらに御神体や神宝を社殿の天井裏や民家に隠したとも言われる、と『高岡市史 上巻』では当時の様子を伝えている。『日本の神々 -神社と聖地- 8 北陸』でも、遷座の様子を同様に記している。その後、
氏子一同の請願により明治10年（1877年）6月、二上村の元社殿に御分霊を勧誘し、二上射水神社が設置された。
この遷座に関して、『高岡市史 下巻』に大正13年（1924年）当神社宮司を勤めた高野義太郎が著した『射水神社志』の一節が掲載されている。それによれば、権宮司 関守一 は数百年にわたる養老寺社僧の専横を憎む余り、神代からの聖地である二上山麓の故地を捨てて遷座したのだと言う。祠官関家は二上山に30代奉仕し、越中神主頭として大宮司の栄職を継いで来た家柄で、射水神社の遷座は数百年間社僧に虐げられた反抗の結果に外ならない、と述べられている。『高岡市史　上巻』や『中世諸国一宮制の基礎的研究』においても、遷座について同様の記述がなされている。『高岡市史 下巻』では、上記の『射水神社志』の一節を引き、高野義太郎宮司の推論は恐らく当たっており、そうであるなら、この遷座の一件も神仏分離令に端を発する廃仏毀釈の旋風がもたらした出来事の一つではないか、と考察している。
『日本の神々 -神社と聖地- 8 北陸』によれば、遷座の3日後、二上の氏子達は新社殿までの道のりが遠いことを理由に二上山麓の旧社地に分社を創立することを出願し、明治10年（1877年）許可を得て二上射水神社が残されることになったのだと言う。このため、二上山内には射水神社の摂末社があり、また、古来から伝わる築山神事と獅子舞が二上射水神社のみで催されることになってしまった。
明治33年（1900年）6月27日、市街地の6割を焼き尽くした高岡大火により社殿が焼失したが、明治35年（1902年）に再建された。現在ある神明造の社殿は、この時に再建されたものである。
第2次世界大戦の終戦に伴い旧社格は廃止され、その後、当神社は神社本庁が包括する別表神社となった。また、二上の射水神社が独立の神社となり、正式名称を「越中総社射水神社」とした。それに対して高岡古城公園の当神社は「越中総鎮守射水神社」と称している。
昭和50年（1975年）、日本書紀に天武天皇3年（674年）頒幣を賜った記述が見えることにより鎮座千三百年式年大祭が斎行され、昭和天皇より幣帛御奉納を受けている。

## 祭事
例祭日は4月23日で、他に神事として正月に左義長が行われる。

## 摂末社

### 摂社
- 日吉社（奥の御前）

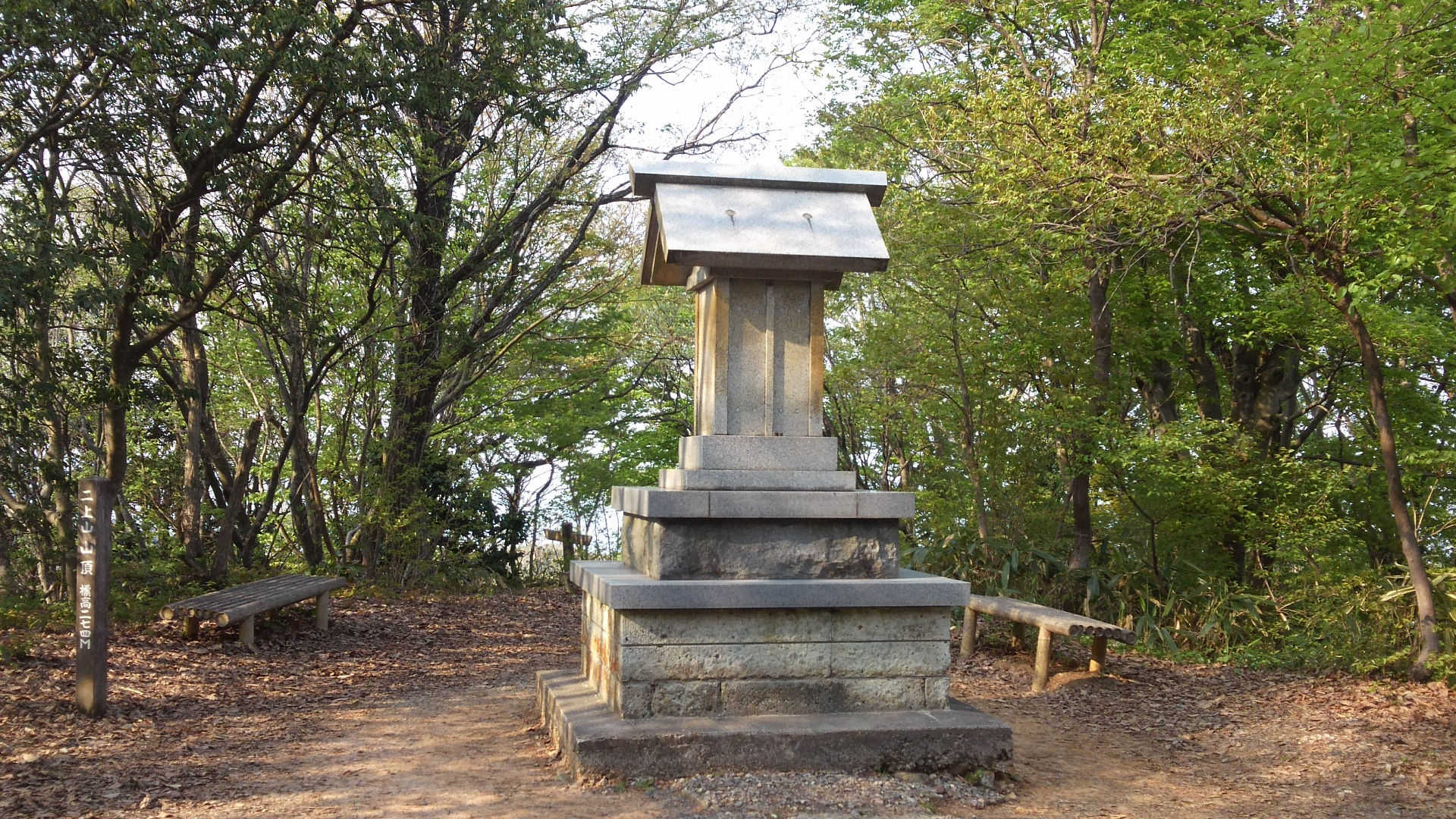
二上山の頂上に鎮座する「日吉社」。通称「奥の御前」

  - 鎮座地：高岡市二上（二上山山頂）
  - 祭神：大山咋神（おおやまくいのかみ）
- 悪王子社（前の御前）
  - 鎮座地：高岡市二上（二上山万葉植物園内）
  - 祭神：地主神（じぬしのかみ）
- 院内社	
  - 鎮座地：高岡市二上（院内の谷、二上団地隣り）
  - 祭神：菊理媛神（くくりひめのかみ）

### 末社
- 諏訪社
  - 鎮座地：高岡市二上（二上山西麓、覚雄寺隣り）
  - 祭神：建御名方神（たけみなかたのかみ）
- 高岡市護国神社
  - 鎮座地：高岡市古城（高岡古城公園内）
  - 祭神：殉国の英霊

## 現地情報
所在地
- 富山県高岡市古城1-1

高岡古城公園内に鎮座する。
交通アクセス
- 最寄駅：万葉線 急患医療センター前停留場 （徒歩約8分）
- JR西日本氷見線ほか 高岡駅 （徒歩約15分）